# Piper heterophlebium
Piper heterophlebium är en pepparväxtart som beskrevs av William Trelease. Piper heterophlebium ingår i släktet Piper och familjen pepparväxter. Inga underarter finns listade i Catalogue of Life.